# ATF (игра)
ATF (Advanced Tactical Fighter) — компьютерная игра в жанре аркадный авиасимулятор с элементами стратегии, выпущенная Digital Integration в 1988 году для платформ Amstrad CPC, Commodore 64 и ZX Spectrum.

## Общая информация
По сюжету игры, на некоем островном архипелаге идёт война. Никаких подробностей об этой войне не сообщается, даже неизвестно, кто в ней участвует и в каком регионе мира находится сам архипелаг. Одна из воюющих сторон имеет в своём распоряжении новейший истребитель ATF, которым и управляет игрок. Задача ATF — уничтожать различные военные объекты и технику врага, чтобы обеспечить победу своей стороне.
Все союзные и вражеские цели обозначены на карте района боевых действий, состоящего из нескольких островов, причём для каждой новой игры генерируется новый мир. Если игрок вылетит за границу карты, то он появится с другой её стороны. Игровой процесс в некоторой степени нелинеен — каждый боевой вылет игрок планирует самостоятельно. Он сам определяет, какие цели противника атаковать и на какой союзный аэродром возвращаться для пополнения боеприпасов и топлива. Существует несколько типов целей — наземные подразделения (представлены пиктограммой в виде танка), корабли, узлы коммуникаций (пиктограмма в виде радара), авиабазы и заводы. Игра показывает текущее соотношение сил союзников и противника. Сторона, потерявшая все свои войска и сооружения, проигрывает войну.
Перед боевым вылетом игрок снаряжает самолёт. Есть три вида оружия — авиапушка, ракеты «воздух—воздух» ASRAAM и ракеты «воздух—земля» Maverick. Общая масса боеприпасов и топлива, которые ATF может взять на борт, ограничена, поэтому игрок должен выбрать баланс по своему усмотрению (например, вместо боеприпасов для авиапушки можно взять больше топлива). После взлёта бортовой компьютер показывает местоположение нескольких ближайших вражеских целей. Управление самолётом аркадное; при желании игрок может включить автоматическую систему следования рельефу местности, что полезно во время полёта над горными районами. ATF постоянно атакуют вражеские истребители, которые можно сбивать, хотя это необязательно — на исход войны влияет уничтожение наземных, а не воздушных целей. Иногда ATF подвергается обстрелу зенитными ракетами, для уклонения от которых нужно включить противоракетную систему. Для уничтожения истребителей используются авиапушка и ракеты ASRAAM (причём игрок может управлять этими ракетами в полёте), для атаки наземных целей — ракеты Maverick, наводящиеся компьютером. Зачастую для уничтожения цели необходимо несколько ракет. Игрок должен следить за количеством оставшихся боеприпасов и топлива, а также за полученными боевыми повреждениями, чтобы своевременно взять курс на ближайшую союзную авиабазу. Посадка осуществляется автопилотом.
Стратегический ход войны зависит не только от действий ATF. Союзники самостоятельно уничтожают вражеские цели и несут потери, однако именно ATF способен переломить ход боевых действий в их пользу.

## Отзывы
Игра получила высокие оценки игровых изданий. Your Sinclair писал: «Это стоящий релиз, пусть даже и не столь революционный, как предыдущие творения DI [Digital Integration]». По мнению Computer & Video Games, «К сожалению, ATF является не лучшим релизом DI, хотя он предлагает глубину игрового процесса, отсутствующую во многих играх высшей ценовой категории».
- Your Sinclair — 8/10
- CRASH — 89 %
- Sinclair User — 10/10

## Программа ATF
Программа создания передового тактического истребителя (Advanced Tactical Fighter, ATF) была инициирована ВВС США в 1981 году. В рамках неё были созданы прототипы YF-22 и YF-23, по итогам испытаний которых был сделан выбор в пользу YF-22 (впоследствии ставшего F-22 «Раптор»).
На момент создания игры прототипы ATF ещё не были построены, поэтому самолёт, показанный на загрузочной заставке, лишь отдалённо похож на YF-22. У самолёта в самой игре кили наклонены внутрь — именно таким обычно изображали мифический истребитель F-19.